# Araneus postilena
Araneus postilena är en spindelart som först beskrevs av Tord Tamerlan Teodor Thorell 1878.  Araneus postilena ingår i släktet Araneus och familjen hjulspindlar. Inga underarter finns listade i Catalogue of Life.